# Občina Stubičke Toplice
Stubičke Toplice so občina, katere središče je istoimensko naselje v Krapinsko-zagorski županiji na Hrvaškem.
Občina Stubiške Toplice, ki je ena najmanjših občin na Hrvaškem, se razprostira na površini 27 km² in šteje 2.752 prebivalcev (popis 2001).
Stubičke Toplice kot turistična občina gradi svoj razvoj v rekreativnem, zdravstvenem in kongresnem turizmu. Glavna nosilca turistične dejavnosti sta HTP Matija Gubac in zdravilišče Stubičke toplice.